# ツェルクノ
ツェルクノ(Cerkno)は、スロベニア西方の小さな町であり、そして地方行政区画としての市でもある。
ツェルクノは、Laufarija carnival、木彫りの仮面を使った春の祭り、第二次世界大戦でのパルチザンの病院であったフラニヤ・パルチザン病院(Franja Partisan Hospital)で知られている。